# Estigma social

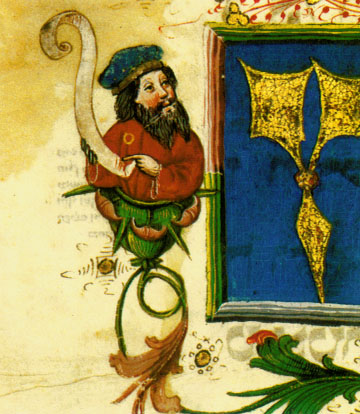
Estigma social e antissemitismo: um judeu alemão exibe, no peito, la rouelle: um pequeno círculo amarelo como forma de identificação étnica (gravura de 1476).

Estigma social é uma forte desaprovação de características ou crenças pessoais, que vão contra normas culturais. Estigmas sociais frequentemente levam à marginalização. Para a Sociologia, num sentido contemporâneo, o estigma também pode ser conceituado como uma marca objetiva que recebe uma valoração social negativa. São exemplos de estigmas, sob o aspecto sociológico: pobreza, mulher (estigma de gênero), religião e raça, deficiências, físicas ou comportamentos não convencionais. Os estigmas não possuem base racional e foram desenvolvidos a partir de questões aleatórias, conforme mencionou Carlos Roberto Bacila em seus estudos sobre a origem histórica dos preconceitos. Bacila equipara os estigmas, no aspecto subjetivo, às metarregras (regras práticas de rua) às quais o autor denomina de "metarregras negativas", porque não possuem fundamento racional. O estigma causa desagregação social e prejuízos para as pessoas e comunidades.

## Caracterização
Exemplos de estigmas sociais históricos ou existentes podem ser deficiências físicas ou mentais, ilegitimidade, homossexualidade, filiação a uma nacionalidade, religião (ou falta desta), toxicodependentes ou etnicidade específicas, tais como ser negro, branco, judeu ou cigano. Outrossim, pessoas em contexto de criminalidade carregam um forte estigma social.
O estigma pode se apresentar em três formas, segundo Erving Goffman: as deformações físicas (deficiências motoras, auditivas, visuais, desfigurações do rosto etc.); características e alguns desvios de comportamento (distúrbios mentais, vícios, toxicodependências, sexualidade, reclusão prisional etc.); e estigmas tribais (relacionados com a pertença a uma raça, nação ou religião).
Embora as características sociais específicas que se tornaram estigmatizadas possam variar através do tempo e espaço, as três formas básicas de estigma (deformidade física, características pessoais e status tribal desviante) são encontrados na maioria das culturas e épocas, levando alguns psicólogos a teorizar que a tendência para estigmatizar possa ter raízes evolucionárias.
Há também, estigmas de comportamento que definem e limitam aspectos da vida cotidiana. Por exemplo: a cor rosa no vestuário apenas para mulheres e o futebol como esporte de homens. Esses estigmas são associados a outros, como por exemplo: roupas largas são para homens e justas são para mulheres - pessoas que desobedecem esta norma são consideradas homossexuais. Apesar de esses estigmas enfraquecerem com o tempo, eles permanecem ativos até que um grande choque cultural os derrube.